# Mouvement normand
Mouvement normand ("Normandisk rörelse") är en politisk organisation i Frankrike med rötter i den radikala monarkistiska högern som verkar för självständighet i Normandie. Till skillnad från många andra regionalistiska sammanslutningar i Frankrike avvisar den "separatism" och understryker uppfattningen att människorna i Normandie är en av de nationaliteter som utgör den franska nationen. De ser också folket i Normandie som direkta arvtagare till de autentiska normanderna, samt resultatet av deras bedrifter utomlands. De har ett internationellt kontaktnät och har deltagit i flera internationella seminarier.